# Nautilus (podmornica)
 Ovo je glavno značenje pojma Nautilus (podmornica). Za istoimeni rod morskih mekušaca pogledajte Indijska lađica.
Nautilus je podmornica, opisana u Vernovim romanima Dvadeset tisuća milja pod morem (1870.) i Tajanstveni otok (1874.). Verne je imenovao podmornicu po Nautilusu koju je izgradio Robert Fulton 1800. godine
Kada znanstvenik Pierre Aronnax traži istinu o navodnom morskom čudovištu koji pustoši po morima. Ispostavlja se da je morsko čudovište u stvarnosti velika podmornica kojom zapovijeda kapetan Nemo.
Nautilus je tehnički vrlo sofisticirana. 
Prva američka nuklearna podmornica USS Nautilus dobila je po njoj ime. 